# Котельниково (Крым)
Коте́льниково (до 1948 года Агъя́р-Джире́нь; укр. Котельникове, крымскотат. Aqyar Ciyren, Акъяр Джийрен) — село в Красногвардейском районе Республики Крым, центр Котельниковского сельского поселения (согласно административно-территориальному делению Украины — Котельниковского сельского совета Автономной Республики Крым).

## Население
| 2001 | 2014  |
| ---- | ----- |
| 1387 | ↘1373 |

Всеукраинская перепись 2001 года показала следующее распределение по носителям языка
| Язык             | Процент |
| ---------------- | ------- |
| русский          | 55.88   |
| украинский       | 26.46   |
| крымскотатарский | 15.93   |
| другие           | 0.65    |

### Динамика численности
| - 1805 год — 119 чел. - 1864 год — 16 чел. - 1889 год — 35 чел. - 1892 год — 35 чел. - 1902 год — 91 чел. - 1904 год — 62 чел. | - 1915 год — 30/34 чел. - 1926 год — 117 чел. - 1939 год — 153 чел. - 1989 год — 1218 чел. - 2001 год — 1387 чел. - 2014 год — 1373 чел. |

## Современное состояние
На 2017 год в Котельниково числится 9 улиц; на 2009 год, по данным сельсовета, село занимало площадь 197 гектаров на которой, в 414 дворах, проживало более 1,3 тысяч человек. В селе действуют средняя общеобразовательная школа, сельский дом культуры, библиотека, амбулатория общей практики — семейной медицины, отделение Почты России, храм святителя Николая Чудотворца. В селе работает ООО Птицекомплекс-АГРО. Котельниково связано автобусным сообщением с райцентром и соседними населёнными пунктами.

## География
Котельниково — село в степном Крыму на западе района, в безымянной балке, у границы с Первомайским районом, высота центра села над уровнем моря — 67 м. Соседние сёла: Рогово в 5 км на юго-запад, Прямое в 4,8 км на юг и Стахановка Первомайского района в 5,5 км на запад. Расстояние до райцентра — около 37 километров (по шоссе) Ближайшая железнодорожная станция Элеваторная — примерно в 23 километрах.

## История
Село образовалось слиянием двух поселений: Агъяр и Джерен.
Впервые они документально упоминаются в Камеральном Описании Крыма… 1784 года, судя по которому, в последний период Крымского ханства Агыяр и Джирен входили в Ташлынский кадылык Акмечетского каймаканства. После присоединения Крыма к России (8) 19 апреля 1783 года, (8) 19 февраля 1784 года, именным указом Екатерины II сенату, на территории бывшего Крымского Ханства была образована Таврическая область и деревня была приписана к Перекопскому уезду. После Павловских реформ, с 1796 по 1802 год, входила в Акмечетский уезд Новороссийской губернии. По новому административному делению, после создания 8 (20) октября 1802 года Таврической губернии, Агъяр и Джирень были включены в состав Кучук-Кабачской волости Перекопского уезда.
В Ведомости о всех селениях в Перекопском уезде состоящих с показанием в которой волости сколько числом дворов и душ… от 21 октября 1805 года, записаны деревни Огъяр с 11 дворами, 67 крымских татарами и 3 ясырами и Джирень — 6 дворов, 44 татарина и 5 ясыров. На военно-топографической карте генерал-майора Мухина 1817 года обозначены деревни Апар с 23 дворами и Джирен с 7. После реформы волостного деления 1829 года Агъяр, согласно «Ведомости о казённых волостях Таврической губернии 1829 года», определили центром Агъярской волости (переименованной из Кучук-Кабачской), в состав которой вошёл и Джирен. На карте 1836 года в деревне Агъяр 17 дворов, а в Джерен — 8. Затем, видимо, в результате эмиграции крымских татар, деревни заметно опустели и на карте 1842 года Аг яр и Джирень обозначены условным знаком «малая деревня», то есть, менее 5 дворов. По свидетельству Франц Мартынович Домбровский 1850 года через Чегердакчи-Мангыт проходила обывательская почтовая дорога и действовала обывательская почтовая станция.
В 1860-х годах, после земской реформы Александра II, деревни приписали к Григорьевской волости. В «Списке населённых мест Таврической губернии по сведениям 1864 года», составленном по результатам VIII ревизии 1864 года, записан только Агъяр — владельческая татарская деревня, с 4 дворами и 16 жителями при безъименной балке. Согласно «Памятной книжке Таврической губернии за 1867 год», деревня Джирень стояла покинутая, ввиду эмиграции крымских татар, особенно массовой после Крымской войны 1853—1856 годов, в Турцию. На трёхверстовой карте 1865—1876 года в Джирени обозначено 5 дворов, в Агъяре — 2.
Вскоре, видимо, деревни опустели и в 1880 году, на 1864 десятинах земли, братьями Фраш из колонии Фриденталь, была основана немецкая колония под названием Фельзенбрунн (или Фельценбрунн). В «Памятной книге Таврической губернии 1889 года» по результатам Х ревизии 1887 года записан как Фельценбрунн, с 6 дворами и 35 жителем. На 1904 год население составило 62 человека.
После земской реформы 1890 года Агьяр отнесли к Бютеньской волости (Джирень в ранних документах не фигурирует). Согласно «…Памятной книжке Таврической губернии на 1892 год», в деревне Агьяр, входившей в Агьярское сельское общество, было 35 жителей в 8 домохозяйствах. По «…Памятной книжке Таврической губернии на 1902 год» в деревне Агьяр-Джирень числился 91 житель в 8 домохозяйствах. По Статистическому справочнику Таврической губернии. Ч.II-я. Статистический очерк, выпуск пятый Перекопский уезд, 1915 год, в деревне Агьяр-Джирень Бютеньской волости Перекопского уезда числилось 4 двора (все дворы с землёй) с немецким населением в количестве 30 человек приписных жителей и 34 — «посторонних», из которых 35 мужчин и 29 женщин. Жители владели 1866 десятинами удобной земли. В хозяйствах имелось 108 лошадей, 112 волов, 54 коровыц и 293 головы мелкого скота.
После установления в Крыму Советской власти и учреждения 18 октября 1921 года Крымской АССР, в составе Симферопольского уезда был образован Биюк-Онларский район, в состав которого включили село. В 1922 году уезды получили название округов. 11 октября 1923 года, согласно постановлению ВЦИК, в административное деление Крымской АССР были внесены изменения, в результате которых был ликвидирован Биюк-Онларский район и село включили в состав Симферопольского. Согласно Списку населённых пунктов Крымской АССР по Всесоюзной переписи 17 декабря 1926 года, в селе Агьяр-Джерень, Джамбулду-Конратского сельсовета Симферопольского района, числилось 23 двора, из них 21 крестьянский, население составляло 117 человек, из них 93 немца, 6 крымских татар, 4 украинца, 14 русских, действовала немецкая школа. Постановлением КрымЦИКа от 15 сентября 1930 года был вновь создан Биюк-Онларский район, теперь как национальный (лишённый статуса национального постановлением Оргбюро ЦК КПСС от 20 февраля 1939 года) немецкий (указом Президиума Верховного Совета РСФСР № 621/6 от 14 декабря 1944 года переименованный в Октябрьский), в который включили село. По данным всесоюзной переписи населения 1939 года в селе проживало 153 человека. Вскоре после начала Великой Отечественной войны, 18 августа 1941 года крымские немцы были выселены, сначала в Ставропольский край, а затем в Сибирь и северный Казахстан.
После освобождения Крыма от фашистов в апреле и депортации крымских татар 18 мая 1944 года, 12 августа 1944 года было принято постановление № ГОКО-6372с «О переселении колхозников в районы Крыма» и в сентябре 1944 года в район приехали первые новоселы (57 семей) из Винницкой и Киевской областей, а в начале 1950-х годов последовала вторая волна переселенцев из различных областей Украины. С 25 июня 1946 года Агъяр-Джерень в составе Крымской области РСФСР. Указом Президиума Верховного Совета РСФСР от 18 мая 1948 года, Агъяр-Джерень переименовали в Котельниково. 26 апреля 1954 года Крымская область была передана из состава РСФСР в состав УССР. Время включения в Краснознаменский сельсовет пока не установлено: на 15 июня 1960 года село уже числилось в его составе. Указом Президиума Верховного Совета УССР «Об укрупнении сельских районов Крымской области», от 30 декабря 1962 года, Октябрьский район был упразднён и Котельниково присоединили к Красногвардейскому. На 1974 год Котельниково в составе Стахановского сельского совета Красногвардейского района. Не выяснено время образования сельсовета — известно, что это произошло между 1 июня 1977 года (на эту дату село ещё в Стахановском) и 1985 годом, поскольку в перечнях административно-территориальных изменений после этой даты не упоминается. По данным переписи 1989 года в селе проживало 1218 человек. С 12 февраля 1991 года село в восстановленной Крымской АССР, 26 февраля 1992 года переименованной в Автономную Республику Крым. С 21 марта 2014 года в составе Крыма аннексировано Россией.